# Dornier Do 217

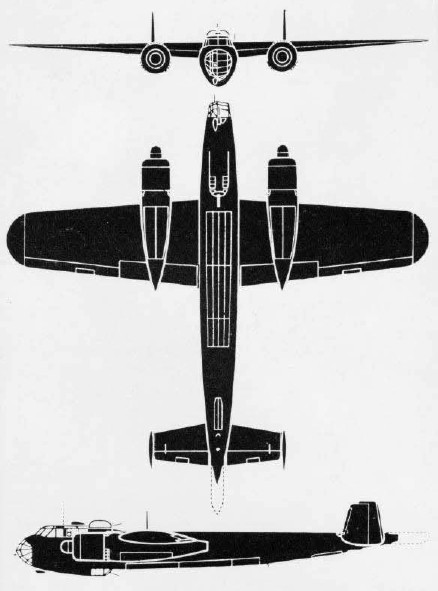
Dornier Do 217 E

De Dornier Do 217 is een vliegtuigmodel van de Duitse Dornier-Werke uit de latere jaren 1930. 

## Geschiedenis
Het eerste onbewapende prototype van de Dornier Do 217 vloog op 4 oktober 1938 voor de eerste maal, maar stortte zeven dagen later al neer. In totaal werden meer dan 1.900 Do 217, in allerlei varianten, voor de Luftwaffe gebouwd. Het was een gecompliceerd vliegtuig, dat als nachtjager reeds in 1943 grotendeels aan gevechtsoperaties onttrokken was en alleen nog voor de pilotenopleiding gebruikt werd. Met enig succes werd het vliegtuig tot het einde van de oorlog ingezet als langeafstandsbommenwerper, vooral 's nachts.

## Dornier Do 217 versies

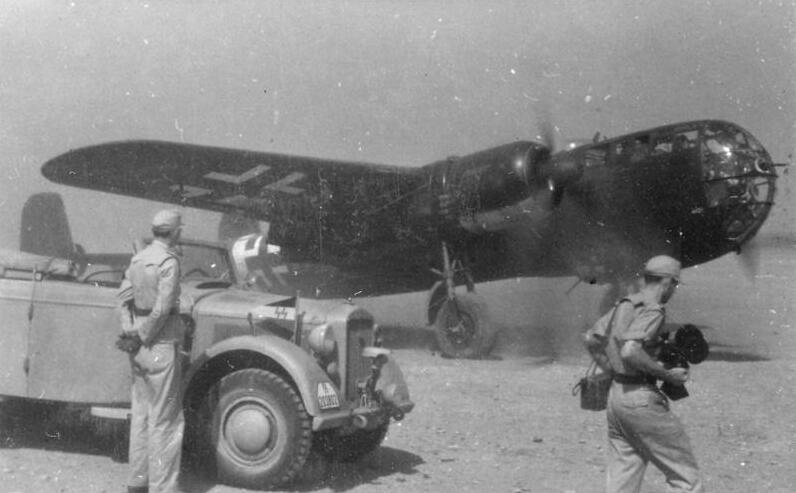
Dornier Do 217 K met auto en cameraman van de SS-Propaganda Kompanie

- Do 217 A: Een nulserie van 9 toestellen met twee DB 601B V-12-motoren, als prototypen gebruikt, W.-Nr. 2701 - 2709.
- Do 217 C: Een nulserie van 9 vliegtuigen, als proef- en testtoestellen gebruikt, W.-Nr. 2710 - 2718.
- Do 217 H: Ombouw van 3 vliegtuigen (W.-Nr. 21 - 23).
- Do 217 P: Omgebouwde toestellen van 6 vliegtuigen voorzien (W.-Nr. 1229, 24 - 28), minstens 4 tot november 1942 ingevlogen.
- Do 217 R: Ombouw van 4 vliegtuigen voorzien (W.-Nr. 29 - 32), tot november 1942 ingevlogen.
- Do 217 E: Eerste grote serieversies waren de E-1 met twee 1.600 pk BMW 501 A/B-stermotoren. Ze werden vanaf 1941 bij de Luftwaffe als duidelijk eindresultaat, tot bommenwerper en torpedobommenwerper ingezet. De E-5 (nieuwe ombouw) was met de Hs 293-glijbommen bewapend.
- Do 217 K: Vergrote, bredere en verbeterde rompzijde, twee 1.730 pk BMW 801 G/H-stermotoren. De K-2 had een vergrote spanwijdte (20,81 m), om de "Fritz X"-glijbommen mee te kunnen nemen.
- Do 217 M: De M-1 had buiten de stermotoren, twee DB 603A V-12-motoren met 1.750 pk startvermogen. In het andere geval was de Do 217 K ruim identiek. De maximumsnelheid bedroeg 556 km/u, en de maximale bommenlast bedroeg nabij de 4.000 kg.
- Do 217 J: Deze Dornier was een nachtjager door de E-versie om te bouwen. Ze had een solidere neus met 4 MG FF/M 20-mm-kanonnen en 4 MG 17 7,92-mm-snelvuurkanonnen. De J-1 kon gezamenlijk een bommenlast met zich vervoeren. Op de J-2 stond een FuG 202 bzw. 212 "Lichtenstein"-boordradar.
- Do 217 N: De Do 217 N werd uit de bommenwerper van de M-versie ontwikkeld, om de aanvraag voor een nachtjager te vervullen. Ze werd uitsluitend gebruikt om geallieerde bommenwerpers boven Duitsland op te vangen. De Do 217 N was een snelle en stabiele wapenconstructie geëigend voor instrumentenvluchten, maar zwaar en moeilijk manoeuvreerbaar. In het totaal werden 455 Do 217 nachtjagers aan de Luftwaffe geleverd. Bij de N-2 vervielen diverse uitrustingsstukken voor het vervoeren van bommen toch al de C-stand, daarvoor werden twee MG 151/20 20-mm-kanonnen als "Schräge Musik" meegevoerd. De wapens in de neus zijn bij de Do 217 J, vier MG FF/M en MG 17. Als radar is de FuG 212 "Lichtenstein C-1", en later de FuG 220 "Lichtenstein SN-2" aangebracht, en daartoe dikwijls de FuG 350 "Naxos-Z" als radarontvanger gebruikt.

## Bouwconstructie: Do 217, sinds 30 november 1944
De Do 217 werd van november 1940 tot mei 1944 in serie gebouwd, maar vanaf in 1943 konden niet alle vliegtuigen met motoren geleverd worden. Deze werden dus gedeeltelijk tot schroot verwerkt (zowat 125 vliegtuigen). Het vliegtuig werd uitsluitend bij de drie Dornier-Werken in serie gebouwd. Dornier Friedrichshafen (DWF): 316 vliegtuigen, Dornier-München (DWM): 985 vliegtuigen en Nord-Deutsche Dornier-Werke (NDW): 316 vliegtuigen. In Friedrichshafen kwam er reeds in december 1942 een eind aan, in Wismar (NDW) in oktober 1943.

## Dornier Do 217 N
- Type vliegtuig: middelzware bommenwerper
- Fabriek: Dornier-Werke GmbH Duitsland
- Type: Met vier bemande nachtbommenwerper-jager
- Lengte: 19 m
- Hoogte: 4,97 m
- Vleugelwijdte: 18,89 m en 20,81 m (Do 217 K)

### Technische gegevens
- Motoren: 2 Daimler-Benz DB 603A 12-cilinder watergekoelde motoren
- Vermogen: 2 x 1.850 pk
- Maximumsnelheid: 528 km/u op 6.100 m hoogte en 556 km/u (Do 217 M)
- Dienstradius: 8.400 m hoogte
- Afstand: 2.090 km
- Gewicht leeg: 30.203 kg
- Gewicht geladen: 43.607 kg
- Boordradar: 212 "Lichtenstein" - FuG 212 "Lichtenstein" C-1 - (later) FuG 220 "Lichtenstein" SN-2 en (nog later) FuG 350 "Naxos-Z" radarontvanger

### Bewapening
- 4 x voorwaarts in neus MG 15 7.9-mm-snelvuurkanonnen
- 4 x voorwaarts onderin neus 20-mm MG 151-snelvuurkanonnen
- 4 x 20-mm MG 151 in "schräge musik" dakkoepelsnelvuurkanonnen
- Bommenlast: 4.000 kg